# Gesvres (Erdre)
Der Gesvres ist ein Fluss in Frankreich, der im Département Loire-Atlantique in der Region Pays de la Loire verläuft. Er entspringt im Gemeindegebiet von Vigneux-de-Bretagne, entwässert zunächst in nordöstlicher Richtung, dreht dann auf West und Südwest und mündet nach rund 27 Kilometern an der Gemeindegrenze von Nantes und La Chapelle-sur-Erdre als rechter Nebenfluss in die Erdre, die in diesem Abschnitt den Schifffahrtskanal Canal de Nantes à Brest bildet.

## Orte am Fluss
(Reihenfolge in Fließrichtung)
- Vigneux-de-Bretagne
- Treillières
- La Chapelle-sur-Erdre
- Nantes